# Acquarica del Capo
Acquarica del Capo è stato un comune italiano di 5 005 abitanti della provincia di Lecce in Puglia. Dal 15 maggio 2019 è fuso con Presicce a costituire il nuovo comune di Presicce-Acquarica.
Situato nel Capo di Leuca, all'estremità meridionale della penisola salentina, distava circa 56 chilometri a sud dal capoluogo provinciale e 10 chilometri dal mare Ionio. Era uno dei comuni appartenenti alla cosiddetta regione delle serre salentine.

## Geografia fisica

### Territorio
Il territorio del comune di Acquarica del Capo, che si estendeva per 18,37 km², sorge ai piedi delle serre salentine, nel Capo di Leuca. Possiede un profilo orografico pressoché uniforme: risulta compreso tra i 99 e i 201 m s.l.m., con la casa comunale a 110 m s.l.m. e un'escursione altimetrica complessiva pari a 102 metri. L'abitato sorge nel mezzo di una vallata delimitata dalla Serra di Pozzo Mauro, a ovest, e la Serra dei Cianci, a est.
Confinava a nord con il comune di Taurisano, a est con i comuni di Ruffano e Specchia, a sud con il comune di Presicce, a ovest con il comune di Ugento.
- Classificazione sismica: zona 4 (sismicità molto bassa), Ordinanza PCM n. 3274 del 20/03/2003

### Clima
Dal punto di vista meteorologico Acquarica del Capo rientra nel territorio del basso Salento che presenta un clima prettamente mediterraneo, con inverni miti ed estati caldo umide. In base alle medie di riferimento, la temperatura media del mese più freddo, gennaio, si attesta attorno ai +15,6 °C, mentre quella del mese più caldo, agosto, si aggira sui +30 °C. Le precipitazioni medie annue, che si aggirano intorno ai 288 mm, presentano un minimo in primavera-estate ed un picco in autunno-inverno.

Facendo riferimento alla ventosità, i comuni del basso Salento risentono debolmente delle correnti occidentali grazie alla protezione determinata dalle serre salentine che creano un sistema a scudo. Al contrario le correnti autunnali e invernali da sud-est, favoriscono in parte l'incremento delle precipitazioni, in questo periodo, rispetto al resto della penisola.
| Acquarica del Capo         | Mesi | Mesi | Mesi | Mesi | Mesi | Mesi | Mesi | Mesi | Mesi | Mesi | Mesi | Mesi | Stagioni | Stagioni | Stagioni | Stagioni | Anno |
| Acquarica del Capo         | Gen  | Feb  | Mar  | Apr  | Mag  | Giu  | Lug  | Ago  | Set  | Ott  | Nov  | Dic  | Inv      | Pri      | Est      | Aut      | Anno |
| -------------------------- | ---- | ---- | ---- | ---- | ---- | ---- | ---- | ---- | ---- | ---- | ---- | ---- | -------- | -------- | -------- | -------- | ---- |
| T. max. media (°C)         | 17,0 | 18,3 | 20,7 | 24,1 | 28,9 | 31,2 | 34,6 | 35,6 | 33,2 | 29,9 | 23,3 | 18,6 | 18,0     | 24,6     | 33,8     | 28,8     | 26,3 |
| T. min. media (°C)         | 14,2 | 15,1 | 18,0 | 19,2 | 20,6 | 22,8 | 23,7 | 24,0 | 24,0 | 20,1 | 17,2 | 14,8 | 14,7     | 19,3     | 23,5     | 20,4     | 19,5 |
| Precipitazioni (mm)        | 25   | 29   | 32   | 22   | 17   | 12   | 5    | 8    | 33   | 41   | 44   | 20   | 74       | 71       | 25       | 118      | 288  |
| Umidità relativa media (%) | 79,0 | 78,9 | 78,6 | 77,8 | 75,7 | 71,1 | 68,4 | 70,2 | 75,4 | 79,3 | 80,8 | 80,4 | 79,4     | 77,4     | 69,9     | 78,5     | 76,3 |

- Classificazione climatica di Acquarica del Capo:[5]
  - Zona climatica: C
  - Gradi giorno: 1 198

## Origini del nome
Il toponimo è legato al nome "Aquarius" ma potrebbe derivare molto probabilmente da "acqua ricca" in quanto in passato il territorio circostante era ricco di sorgenti. Nelle antiche carte si trova il nome di Acquarica "de Lama", voce latina che significa laguna, ristagno d'acqua. Successivamente il paese assunse il nome di Acquarica "Centellas", dal cognome del feudatario che ne era il padrone nel 1669. L'attuale specifica "del Capo", poiché ricadente nel territorio del Capo di Leuca, è per distinguersi da Acquarica di Lecce, una frazione del comune di Vernole.

## Storia
Il territorio fu abitato sin dal Neolitico, come testimoniano i reperti rinvenuti nella Caverna della Madonna della Grotta. Il centro urbano iniziò a svilupparsi solo a partire dal X secolo in seguito alla distruzione di alcuni casali vicini. Anticamente esistevano tre casali denominati Cardigliano, Ceciovizzo e Pompignano. Intorno al IX secolo i Saraceni invasero e distrussero Pompignano. Gli abitanti scampati dalla devastazione si rifugiarono in un luogo ricco di sorgenti ed edificarono il nuovo centro che chiamarono Acquarica. Più tardi, il centro si sviluppò con la caduta di Ceciovizzo e Cardigliano.
Il casale di Acquarica fu affidato nel 1190 dal normanno Tancredi d'Altavilla alla nobile famiglia Guarino (oggi chiamati Guarini di Poggiardo), che detennero il feudo fino alla fine del XVII secolo. Successivamente si susseguirono i Securo, i Delli Falconi, i Centellas (1669) e i D'Aragona. Gli ultimi feudatari furono il duca Antonio Zunica con la consorte Luisa Riario Sforza.

### Simboli
Il gonfalone era un drappo di giallo.

## Monumenti e luoghi d'interesse

### Architetture religiose

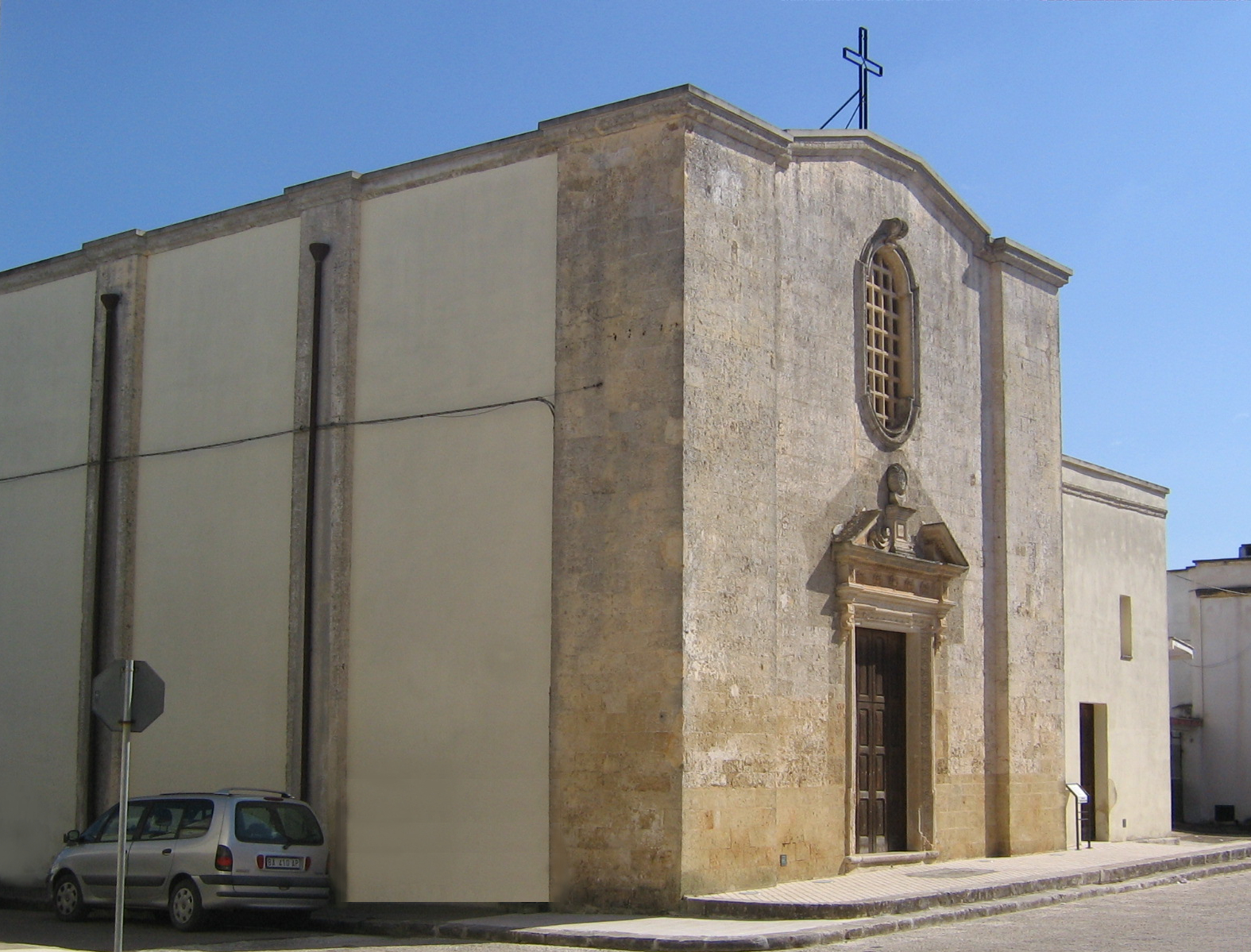
Chiesa di San Carlo

#### Chiesa di San Carlo Borromeo
È stata la chiesa parrocchiale dal 20 gennaio 1619 al 12 ottobre 1975 la terza, dopo quelle della Madonna dei Panetti e di San Giovanni Battista. Fu edificata agli inizi del XVII secolo ed è una delle prime parrocchie dedicate al santo vescovo milanese, San Carlo Borromeo, canonizzato nel 1610.
Sull'ingresso principale è riportata la data 1661 che probabilmente si riferisce ad interventi necessari di ristrutturazione dovuti al crollo del campanile come riportato in una relazione del vescovo De Rossi. Certo è che nel 1664 Giovanni Antonio de Capo si fece costruire la cappella dedicata all'Annunciazione di Maria con un elegante altare e con tomba propria. Forse questa fu l'origine della costruzione della navata laterale che affiancò quella centrale.
L'interno è a due navate. La navata grande ha l'altare maggiore in pietra leccese, che porta ai suoi lati gli stemmi della cittadina. Lo sovrasta un organo a canne settecentesco e l'affianca il pulpito in legno. Il pavimento è stato rifatto nel 1951 quando fu svuotato il cimitero sottostante. Sul lato di sinistra, al centro della chiesa, è presente l'altare dedicato al santo patrono, ricco di ornamenti e di raffigurazioni di santi sulla tela centrale, nelle statue laterali e nei bassorilievi; tra questi risalta quello di Cristo morto a paliotto dell'altare. Rimaneggiati nel XIX secolo sono gli altari dell'Immacolata e della Madonna del Rosario con un'antica tela raffigurante i misteri gaudiosi, dolorosi e gloriosi della vita di Maria. A sinistra dell'ingresso c'è il fonte battesimale. Nella navata laterale rimane la tela della Madonna del Carmine dell'antico altare; scomparso è invece quello della Madonna di Costantinopoli. Pregevoli le statue del patrono e altre raffiguranti la Madonna e la tela della Madonna col Bambino ed Anime Purganti (1881) di Francesco Saverio Mercaldi
Fino agli inizi degli anni sessanta, accanto alla facciata, vi era l'antica torre dell'orologio; tra i suoi ruderi fu trovata l'epigrafe del 1772 che è stata murata all'esterno del muro di levante. 

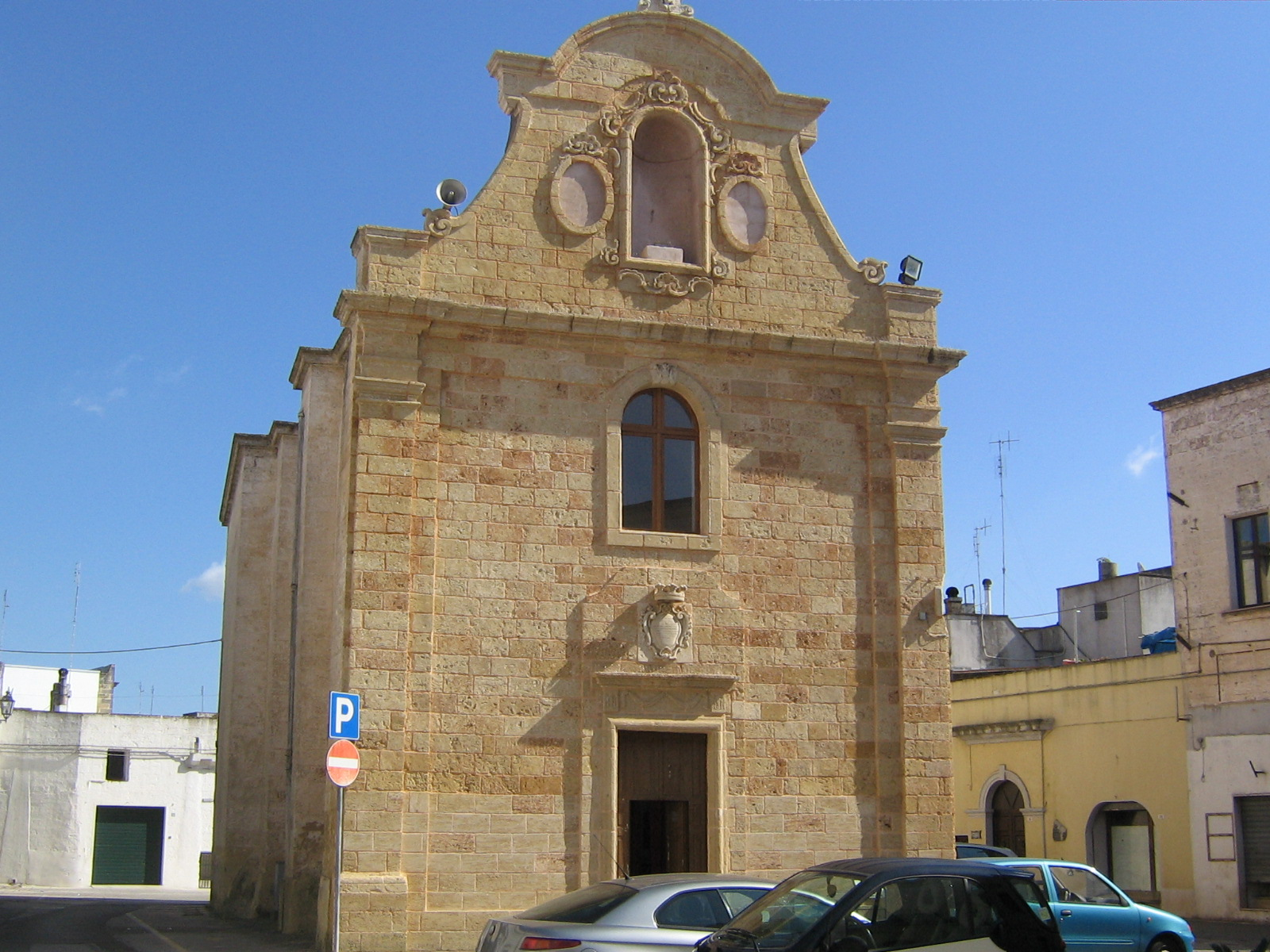
Chiesa di San Giovanni Battista

#### Chiesa di San Giovanni Battista
È la chiesa dove ha sede la confraternita di Maria SS.ma Assunta in Cielo, attestata già nel 1670. I confratelli la ricostruirono interamente nel 1828, a loro spese, sull'area della precedente struttura cinquecentesca che era stata la chiesa parrocchiale del casale di Acquarica fino al 1619, come dice l'epigrafe latina posta sulla porta d'ingresso.
Presenta una sobria facciata caratterizzata da una meridiana e da una nicchia, posta sulla sommità, contenente una statua in legno d'olivo raffigurante San Giovanni Battista. L'interno è ad unica navata, con altare maggiore in pietra leccese e con altare laterale, dedicato alla Madonna Addolorata. Lungo i pilastri della chiesa, vi sono le statue in cartapesta di San Filippo Neri, San Giuseppe, San Pietro, Santa Lucia, San Carlo Borromeo e San Paolo. È presente un pulpito in legno e gli stalli degli ufficiali della confraternita. La volta del presbiterio è affrescata con pitture ottocentesche.
Sul muro esterno di levante si conserva un'iscrizione in greco del 1738 che apparteneva alla chiesa precedente ed attesta una tardiva testimonianza della tradizione greca presente ad Acquarica.

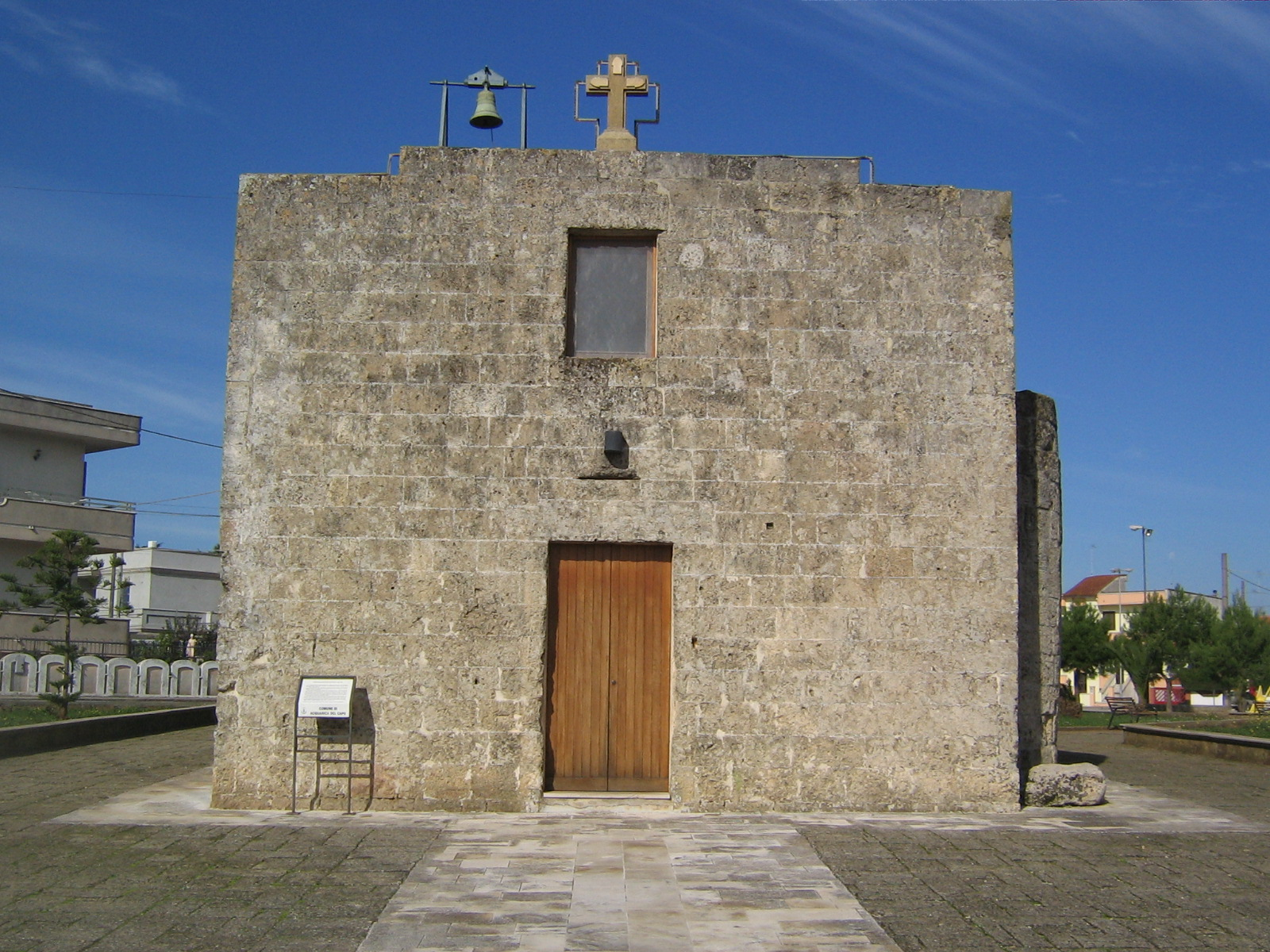
Chiesa Madonna dei Panetti

#### Chiesa Madonna dei Panetti
La chiesa della Madonna dei Panetti è la chiesa dell'antico casale di Celsorizzo, abitato fino al XVI secolo, di cui rimangono la torre fortificata, trasformata in masseria, e la colombaia del 1550 dei Guarino, signori del casale in quel secolo.
È una delle più antiche costruzioni religiose del basso Salento e risale all'XI secolo, come riferiscono alcune iscrizioni dei muri esterni e i grossi tufi utilizzati per l'edificazione. Ha una pianta a doppia abside, esempio raro nell'intera provincia di Lecce, orientata a levante, anche se, dopo le trasformazioni posteriori a caseggiato rurale e al suo recupero al culto, l'ingresso è da occidente. In una delle due absidi è visibile il San Giovanni Battista recante in mano un cartiglio con un'iscrizione dal greco: "Io sono la voce di colui che grida nel deserto" ; nell'altra si conservano figure di santi. Più antichi di questi, rimaneggiati in età moderna, sono gli affreschi di cui si vedono le tracce sul muro di tramontana.
Il titolo di Madonna dei Panetti deriverebbe, secondo una tradizione attestata agli inizi del XVIII secolo, dai panetti distribuiti ai poveri e confezionati con il grano raccolto nei dintorni del terreno, donato alla chiesetta per tale scopo.

#### Cappella della Madonna del Ponte
La cappella della Madonna del Ponte fu progettata nel 1883 dall'architetto presiccese Carlo Luigi Arditi di Castelvetere ed edificata a partire dal 1901 e inaugurata il 31 maggio 1924. Sorge nei pressi di un antico edificio della prima metà del Seicento, ormai scomparso. Il progetto originario della nuova cappella prevedeva un impianto a croce latina di grandi dimensioni; l'assenza di fondi indusse a ridimensionare il progetto che si ridusse ad un'unica navata per iniziativa dell'agronomo Carmelo Cantoro. Presenta una semplice facciata, inquadrata da due paraste, con portale d'ingresso e finestra centrale posti in asse. Termina con un frontone triangolare spezzato. L'interno, diviso in tre campate, termina nel presbiterio che accoglie l'altare maggiore. Lateralmente sono disposti altri quattro altari.

#### Cappella della Madonna di Pompignano
La cappella della Madonna di Pompignano, così chiamata dal nome dall'antico casale scomparso, è dedicata alla Madonna Assunta e fu edificata nel XVI secolo. Ha subito numerosi restauri, di cui l'ultimo settecentesco ne ha conferito l'attuale fisionomia. La facciata è inquadrata fra due poderose paraste e termina con due spioventi su cui poggia una croce in pietra. Tra portale e finestra è posizionata una lapide che ricorda i restauri effettuati e riporta la data 1701. È dotata di un piccolo campanile a vela. L'interno è a navata unica e custodisce un affresco, posto sulla parete di fondo dell'abside, raffigurante una tomba con figure umane al di sopra delle quali c'è l'immagine della Madonna Assunta in Cielo.

### Architetture civili

#### Masseria di Celsorizzo

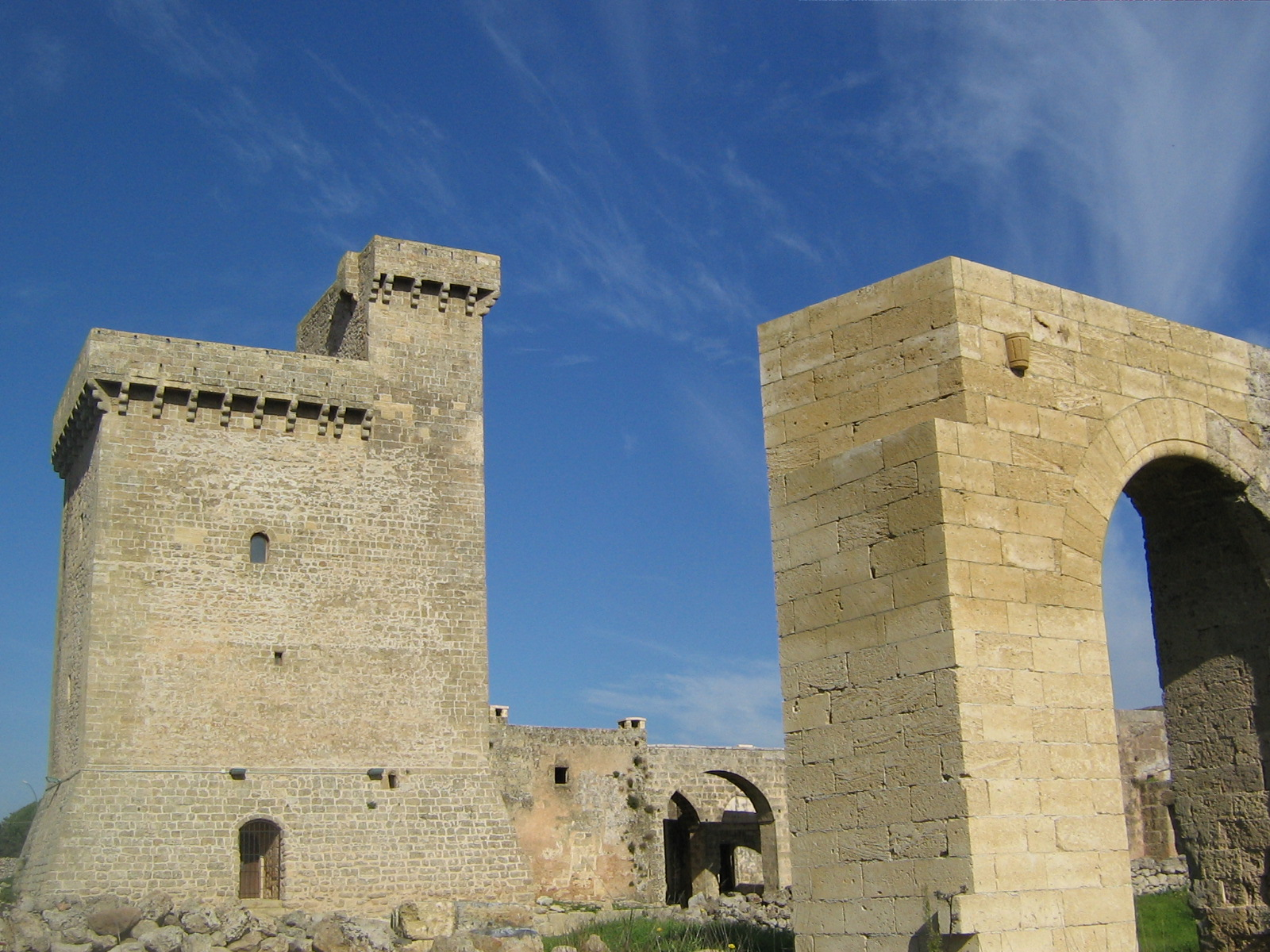
Masseria di Gelsorizzo

La monumentale masseria fortificata di Celsorizzo (detta anche "Gelsorizzo") è databile, almeno per il primo nucleo dell'impianto, alla prima metà del XVI secolo. La masseria è caratterizzata da un'alta torre a pianta quadrata con feritoie e caditoie e da altri vani aggiunti nell'Ottocento come deducibile dalla data 1807 incisa sull'architrave del portale di accesso. L'adiacente torre colombaia, a pianta circolare, fu edificata nel 1550 dalla famiglia feudale dei Guarino come si evince dallo stemma e da un'iscrizione sulla porta d'ingresso. L'iscrizione, rozzamente incisa ed in parte erosa, recita: "FABRICIUS GUARINUS COLUMBARIUM HOC FRUCTUS AUCUPANDIQUE CAUSS CONSTRUXIT SIBI SUIS AMICISQUE ANNO DOMINI MDL" - "Fabrizio Guarino fece costruire questa colombaia per sé e per i suoi amici per diletto di caccia. Anno 1550".
All'interno della base scarpata della torre si conserva una piccola cappella dedicata a San Nicola risalente al XIII secolo. La cappella era interamente affrescata e ancora oggi si possono ammirare scene raffiguranti il Cristo Pantocratore e San Giovanni Crisostomo. Tra gli altri affreschi si segnalano l'Ultima Cena e i Santi Cosma e Damiano.

#### Masseria Colombo
Masseria fortificata cinquecentesca, consistente di una torre a due piani caratterizzata da tre caditoie poste in corrispondenza delle finestre e della porta di accesso. Attorno si sviluppano tre vani di epoca successiva.

#### Masseria Baroni
Il complesso masserizio consiste di due torri gemelle, delle quali una leggermente più ampia e scarpata alla base. Le torri, a due piani e dotate di caditoie, sono coronate da una cornice su beccatelli che sostiene il parapetto dei terrazzi sommitali. Di pertinenza della masseria è un palmento.

### Architetture militari

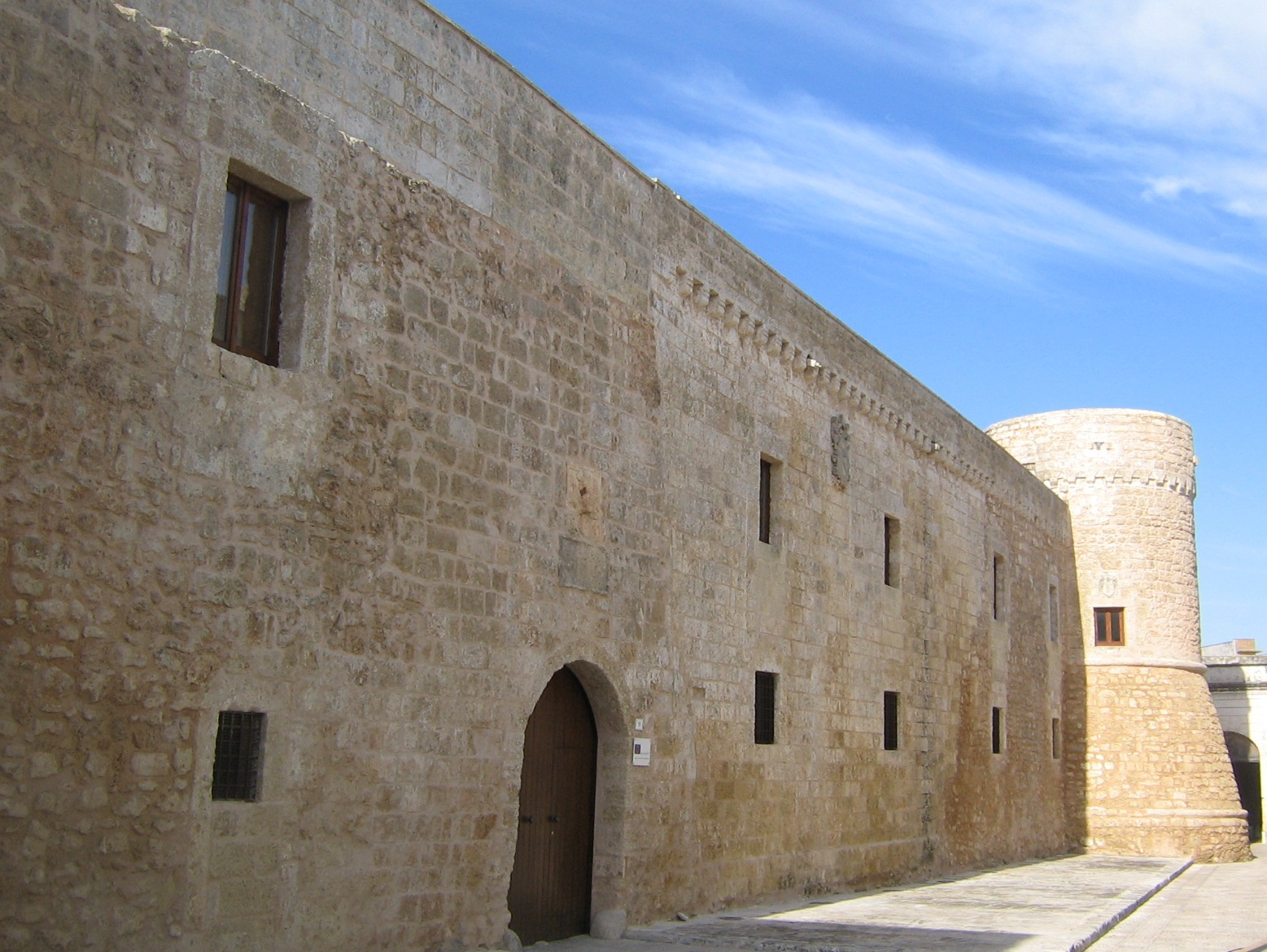
Castello

#### Castello medievale
Il castello medievale, nelle sue forme attuali, venne edificato nel corso del XV secolo da Giovanni Antonio Orsini Del Balzo che ebbe il feudo di Acquarica nel 1432. Originariamente la fortezza, costruita dalla famiglia normanna dei Bonsecolo, consisteva in una cinta rafforzata da quattro torrioni dei quali attualmente se ne conserva solo uno. Il castello passò quindi alla famiglia Guarini della quale si distinguono ancora gli stemmi araldici scolpiti sulla facciata. L'interno ospita alcune stanze: quelle del piano terra erano adibite a deposito mentre quelle del piano superiore a residenza nobiliare. All'interno si distinguono ancora le tracce dell'antica chiesa di San Francesco, che conserva alcune tombe gentilizie.
Al pianterreno è ospitato il Museo del Giunco mentre nel cortile del Castello è conservata la "Pila di Pompignano" (una enorme pila per l'acqua scolpita in un unico masso, proveniente dal casale abbandonato della Madonna di Pompignano) salvata dalla distruzione e recuperata nel 1982 dallo scrittore locale Carlo Stasi che ne ha narrato la leggenda.

### Siti archeologici

#### Trappeti a grotta
I trappeti a grotta che esistevano ad Acquarica del Capo erano ubicati nel casale di Gelsorizzo e nel nucleo antico del paese. Furono costruiti tra il XVI e il XVIII secolo. Dei nove trappeti esistenti ne rimangono solo cinque.

##### Trappeto Madonna dei Panetti
Il frantoio ipogeo della Madonna dei Panetti è uno dei nove trappeti a grotta ubicati nel centro antico del paese. Il sito, addossato all'omonima chiesetta dell'XI-XII secolo, si ipotizza fosse in origine una cripta rupestre più antica dell'edificio sacro che gli sorge a fianco.
Il frantoio fu utilizzato per un arco di tempo molto lungo e venne abbandonato solo agli inizi del Novecento a causa delle cattive condizioni igieniche alle quali erano sottoposti i lavoranti. La struttura del trappeto è ben leggibile. Al frantoio si accede da una rampa di scale voltata a botte, lungo la quale si possono osservare i primi due depositi per le olive denominati "sciave". Da qui si entra in un grande ambiente di forma circolare, sede di un terzo deposito per le olive e della vasca per la molitura. Al primo ambiente segue quello destinato alla spremitura, dove erano collocati tre torchi "alla calabrese", dei quali si conservano gli alloggiamenti dei plinti.

## Società

### Evoluzione demografica
Abitanti censiti

### Etnie e minoranze straniere
Al 31 dicembre 2017 ad Acquarica del Capo risultano residenti 118 cittadini stranieri. Le nazionalità principali sono:

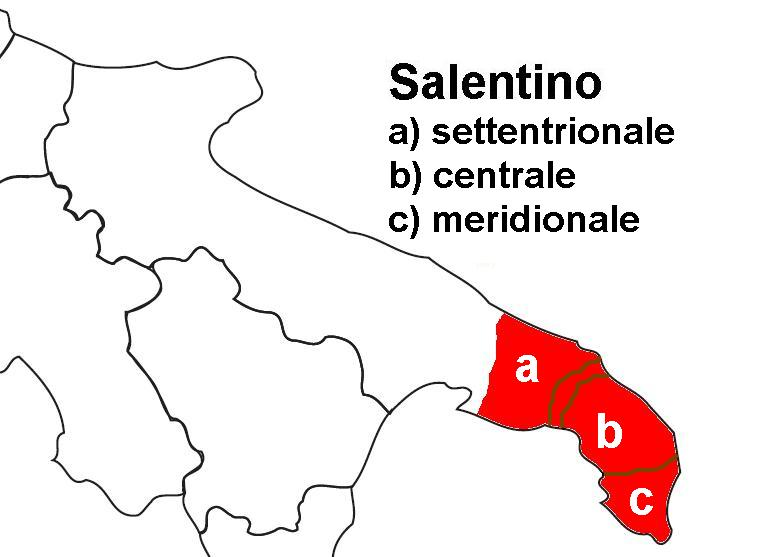
Diffusione del dialetto salentino

- Romania - 32
- Albania - 31

### Lingue e dialetti
Il dialetto parlato ad Acquarica del Capo è il dialetto salentino nella sua variante meridionale. Il dialetto salentino si presenta carico di influenze riconducibili alle dominazioni e ai popoli stabilitisi in questi territori che si sono susseguite nei secoli: messapi, greci, romani, bizantini, longobardi, normanni, albanesi, francesi, spagnoli.

## Cultura

### Istruzione

#### Biblioteche
- Biblioteca Comunale[12]

#### Scuole
Nel comune di Acquarica del Capo hanno sede due scuole dell'infanzia (di cui una paritaria), una scuola primaria e una scuola secondaria di I grado appartenenti al locale Istituto Comprensivo Statale.

#### Musei
Il locale Museo del Giunco, sito al pianterreno del Castello Medievale, presenta uno spaccato sulla produzione artigianale tipica del paese, la lavorazione della paglia di palude per realizzare cestini, fisculi, sporte, ecc.,  Il Museo ospita una sezione dedicata alle varie fasi del lavoro: la raccolta, la bollitura, l'essiccazione, la zolfatura e la lavorazione dei manufatti. Di particolare interesse è la presenza del Presepe di Giunco.

### Eventi
- Festa della Madonna dei Panetti - prima decade di giugno
- Fiera della Madonna del Ponte - prima decade di settembre
- Festa e Fiera di San Carlo Borromeo - prima decade di novembre
- Sagra del Grano - che si festeggia ogni anno in estate (la sagra è inaugurata con la Festa della Mietitura)

## Economia
L'economia è basata prevalentemente sui settori agricoli, sulla presenza di industria calzaturiera e chimica
Acquarica del Capo ha il primato nella provincia di Lecce di essere il paese con il reddito più basso, pari a 6.105 euro per contribuente ovvero 3.533 euro per abitante e 9.594 euro per famiglia.

### Lavorazione del giunco
Il piccolo comune di Acquarica del Capo si distingue per la secolare attività di intreccio del giunco, cui è dedicato il Museo del Giunco sito nel Castello Medievale. Questa attività artigianale si basava e si basa tuttora, sulla produzione di sporte (tant'è che i soprannome degli abitanti è "spurtari"), cesti e panieri per la raccolta delle olive e dei prodotti della terra o sulla realizzazione di contenitori per formaggi e ricotte (le "fische" in dialetto salentino).
La lavorazione del giunco ad Acquarica del Capo risale alla metà dell'Ottocento. Inizialmente i prodotti finiti venivano venduti nei mercati del basso Salento e delle province di Brindisi e di Bari. Nella prima metà del Novecento, con la rifioritura del commercio dei cestini, i prodotti furono esportati in molti Paesi Europei e in Nord America.

## Infrastrutture e trasporti
Il centro abitato forma un'unica conurbazione urbana con quello di Presicce. I principali collegamenti stradali extraurbani sono la strada statale 274 Salentina Meridionale, che collega Acquarica a Gallipoli in direzione nord-ovest e al capo di Santa Maria di Leuca in direzione sud, e la strada provinciale 360 (ex statale 475 di Casarano), che conduce a Taurisano, in direzione nord. Il comune è servito anche dalle strade provinciali 331 per Ruffano e 332 per Torre Mozza.
La stazione ferroviaria Presicce-Acquarica, inaugurata nel 1911, è posta sulla linea Novoli-Gagliano del Capo, gestita dalle Ferrovie del Sud Est.

## Amministrazione
Di seguito è presentata una tabella relativa alle amministrazioni che si sono succedute in questo comune.
| Periodo        | Periodo        | Primo cittadino        | Partito                             | Carica  | Note   |
| -------------- | -------------- | ---------------------- | ----------------------------------- | ------- | ------ |
| 3 luglio 1985  | 22 maggio 1990 | Carlo Salvatore Rovito | Partito Comunista Italiano          | Sindaco | [ 15 ] |
| 30 maggio 1990 | 24 aprile 1995 | Antonio Valiani        | Democrazia Cristiana                | Sindaco | [ 15 ] |
| 24 aprile 1995 | 14 giugno 1999 | Antonio Valiani        | Partito Repubblicano Italiano       | Sindaco | [ 15 ] |
| 14 giugno 1999 | 14 giugno 2004 | Carlo Rovito           | lista civica                        | Sindaco | [ 15 ] |
| 15 giugno 2004 | 8 giugno 2009  | Carlo Salvatore Rovito | lista civica                        | Sindaco | [ 15 ] |
| 8 giugno 2009  | 26 maggio 2014 | Francesco Ferraro      | lista civica                        | Sindaco | [ 15 ] |
| 26 maggio 2014 | in carica      | Francesco Ferraro      | lista civica Cittadini protagonisti | Sindaco | [ 15 ] |

## Galleria d'immagini

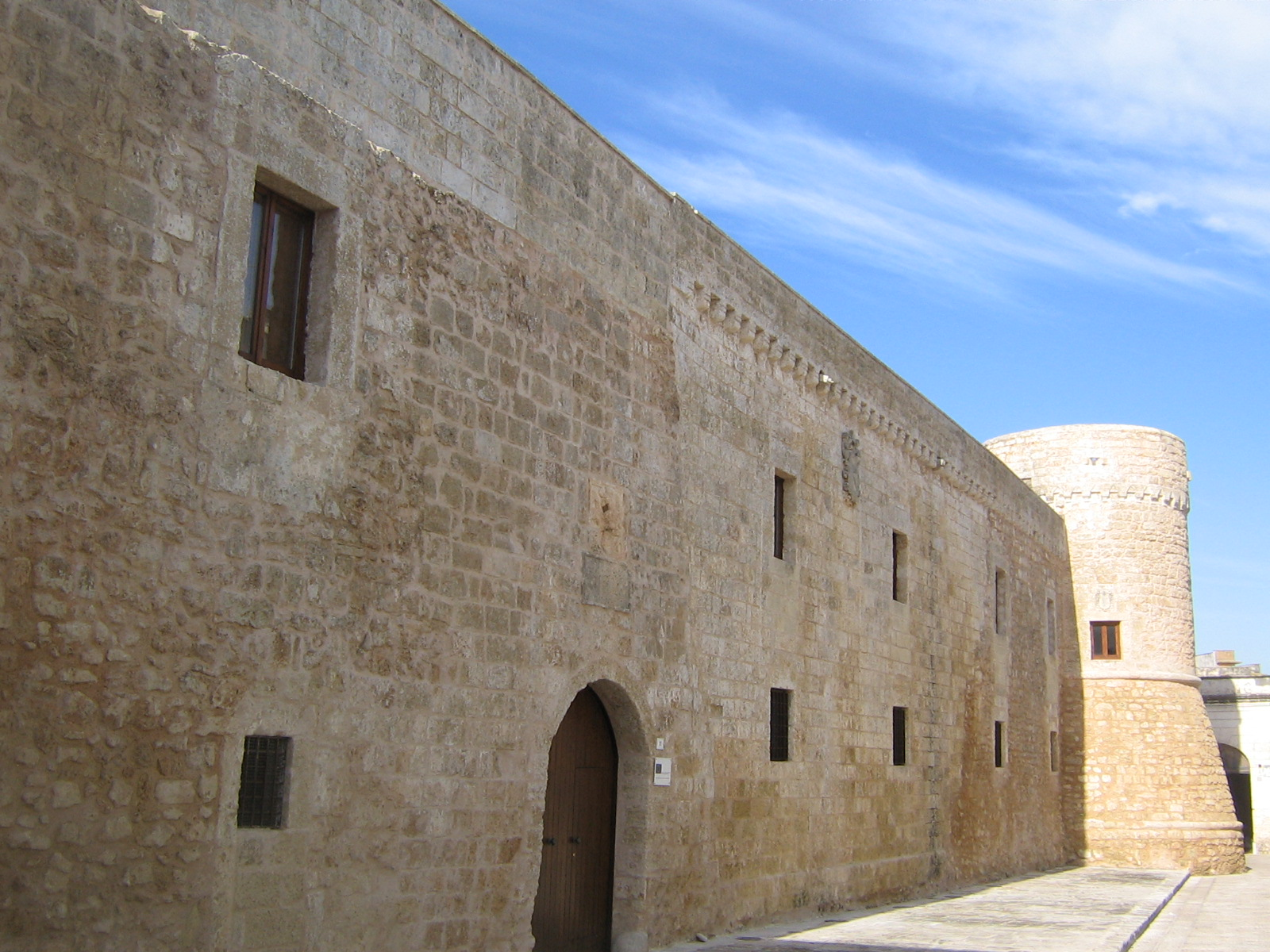
Castello
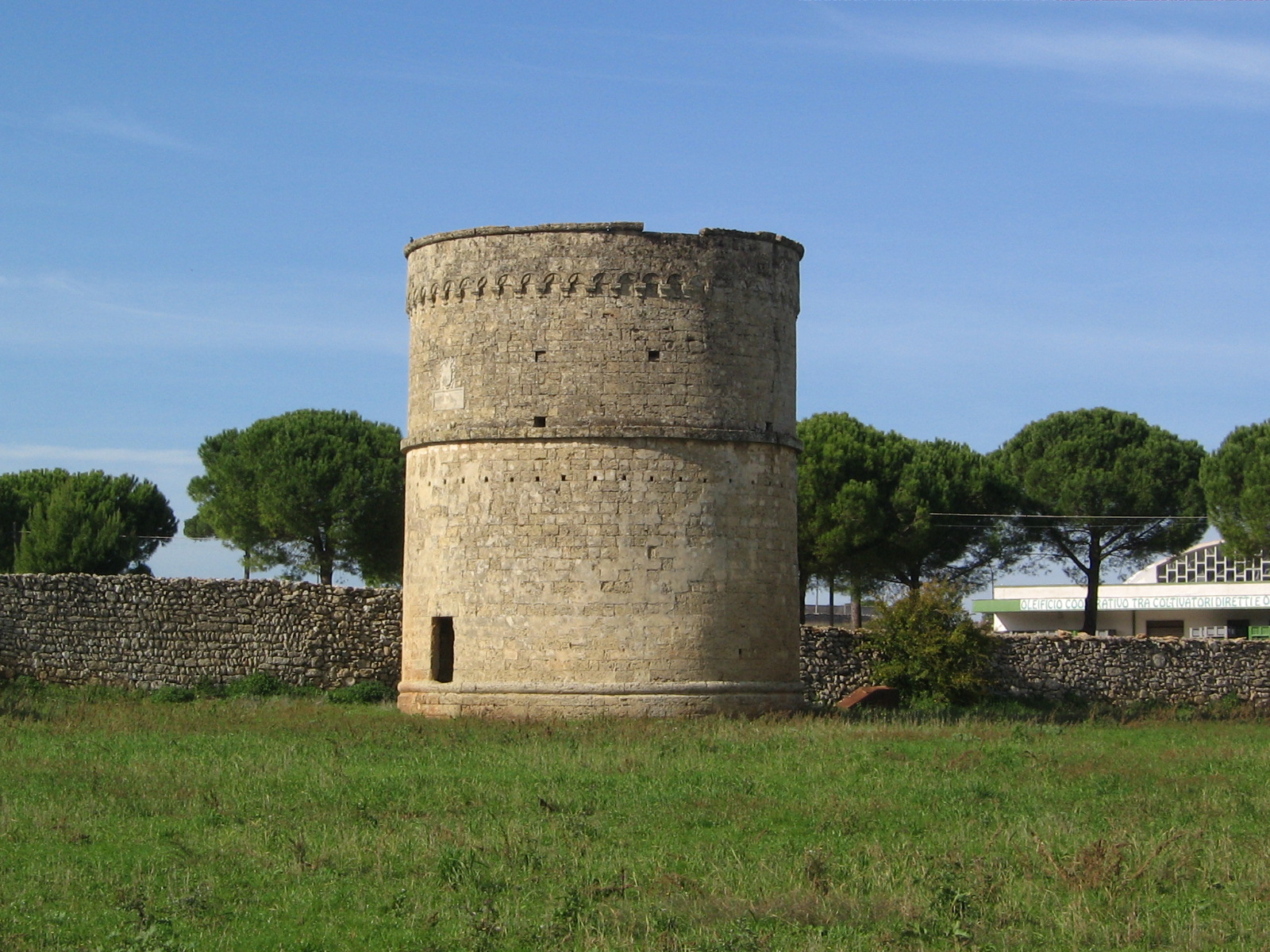
Torre Colombaia
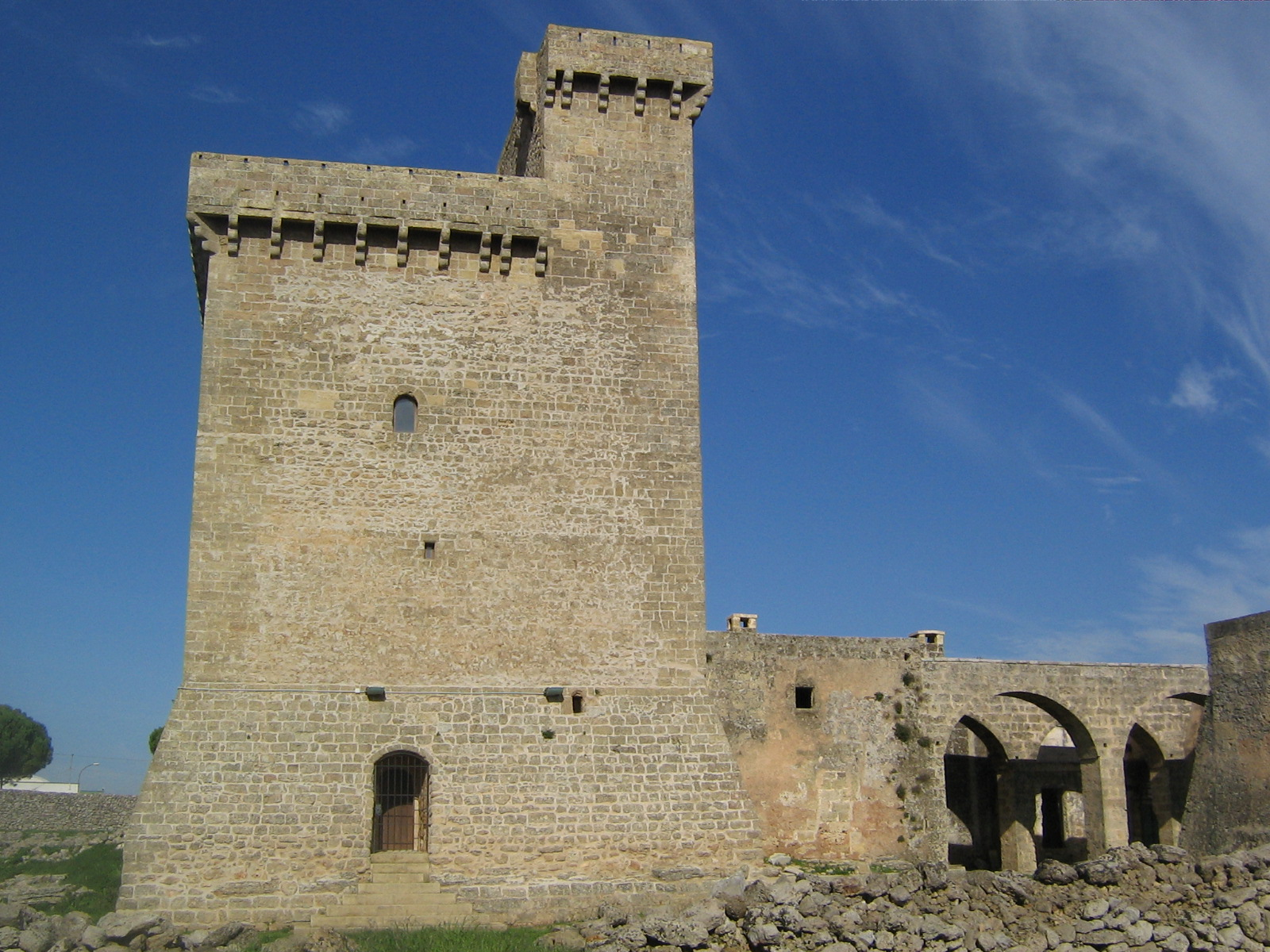
Torre di Masseria Gelsorizzo
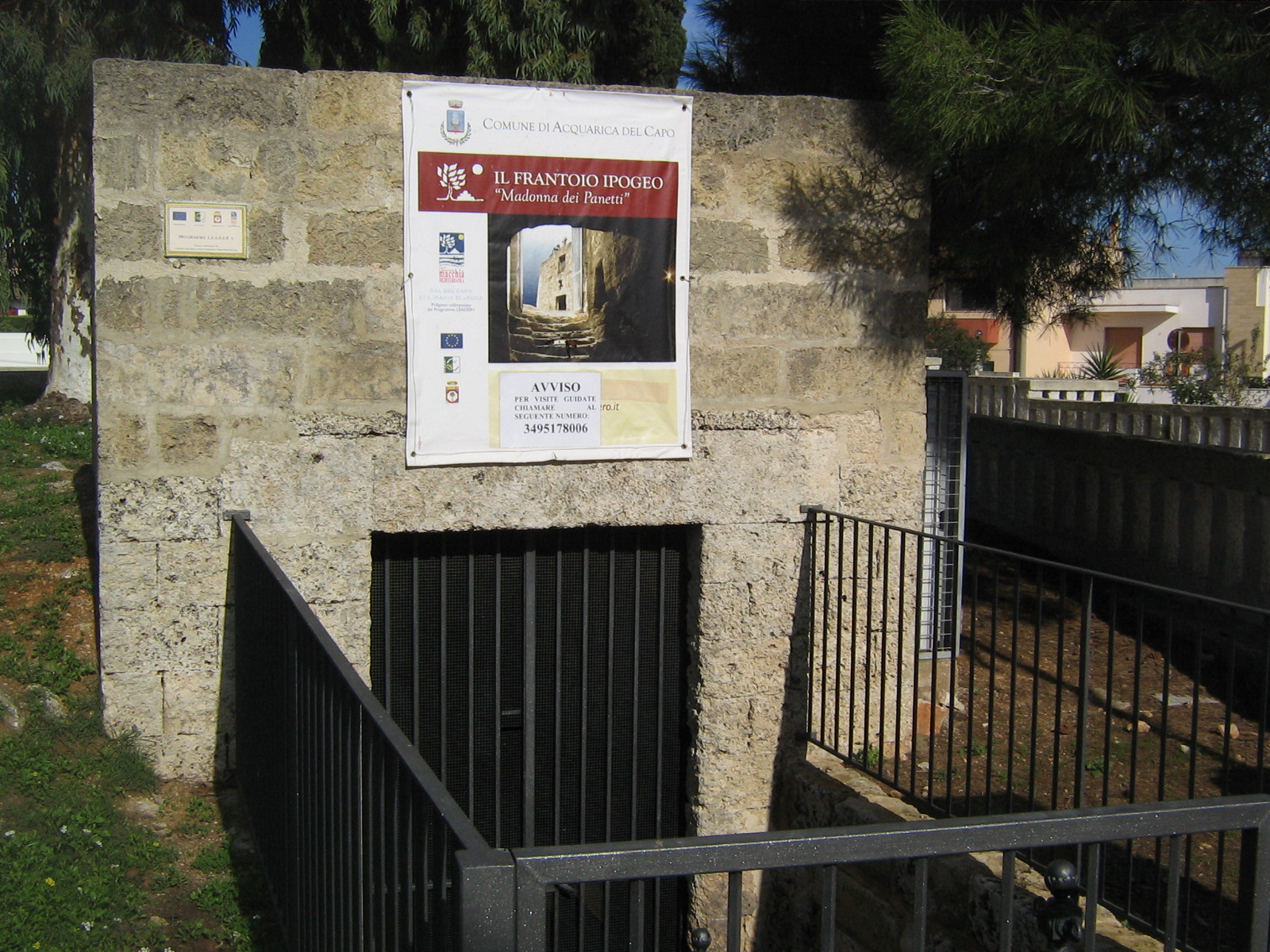
Ingresso frantoio ipogeo Madonna dei Panetti